# استیو بکلی
استیو بکلی (انگلیسی: Steve Backley؛ زادهٔ ۱۲ فوریهٔ ۱۹۶۹) پرتاب‌گر نیزه اهل بریتانیا بود. وی بین سال‌های ۱۹۸۹ تا ۲۰۰۴ میلادی فعالیت می‌کرد.